# کوه جوپار
کوه جوپار، در جنوب شهر جوپار (شهرستان کرمان) و در ۴۳ کیلومتری جنوب شرقی کرمان قرار دارد. برف‌های این کوه حتی در تابستان نیز آب نمی‌شود. گیاهان دارویی فراوانی از کوه جوپار به دست می‌آید مانند آلاله، آویشن مرزن جوش و زیره سیاه معروف کرمان. 
ارتفاع این کوه به بیش از ۴۱۳۵ متر می‌رسد که دارای ستیغ‌ها و یخچال‌ها، دیواره‌های زیبا و چشم‌اندازهای دیدنی است. هر ساله کوهنوردان زیادی برای صعود به این کوه و قله‌های زیبایش به کرمان می‌آیند. اگر چه تغییرات آب و هوایی و کاهش بارشهای زمستانه باعث شده که ماندگاری برف بر اندام تنومند و قامت بلند این کوه کمتر از گذشته شود اما هنوز هم با شکوه و زیباست. از حیات وحش این کوه می‌توان گرگ، روباه، شغال، کفتار، آهو، بز کوهی، قوچ، عقاب، کبک، تیهو و باقرقره را نام برد.